# Konfederacija šaha za Amerike
Konfederacija šaha za Amerike (eng.  Confederation of Chess for Americas, špa. Confederación de ajedrez para América), kontinentska administrativna podružnica Svjetske šahovske organizacije koja predstavlja kontinent Ameriku.
Sjedište je u Meksiku, u Ciudad Mexicu, Zempoala 415 Col. Narvarte Deleg. Benito Juarez. Današnji predsjednik je Jorge Vega Fernandez iz Gvatemale.

## Vanjske poveznice
- Službene stranice  Arhivirana inačica izvorne stranice od 26. listopada 2019. (Wayback Machine)
- Chessdom Confederation of Chess for Americas General Assembly